# 哥倫比亞特區高等法院
哥倫比亞特區高等法院（英語：Superior Court of the District of Columbia），是美國哥倫比亞特區的初审法院。它審理涉及刑法和民法的案件，以及家庭法院、房東和房客、遺囑認證、稅務和駕駛違規（無許可證和酒後駕車）的案件。所有對高等法院判決的上訴都提交給哥倫比亞特區上訴法院（儘管治安法院的意見首先上訴給高等法院的助理法官）。

## 历史
1801年，美國國會建立了新哥倫比亞特區的第一個司法系統。哥倫比亞特區巡迴法院（不要與後來演變成的美國哥倫比亞特區巡迴上訴法院混淆）既是一個具有一般管轄權的初审法院，也是一個上訴法院，它根據當地和聯邦法律審理案件。國會還設立了治安法院和遗嘱法院，這兩個法庭於1870年合併為一個新的地方法庭，稱為警察法院。警察法院對輕罪擁有管轄權（與聯邦法院同時），並擁有衡平權。1909年，國會將警察法院改為市政法院，並於1921年成為陪審團審判的記錄法院。1963年，國會再次將市政法庭改為普通法庭。它的管轄範圍更廣，儘管聯邦法院在刑事案件中保留並行管轄權。根據1970年《哥倫比亞特區法院改革和刑事訴訟法》，普通法院與少年法院（成立於1906年）和哥倫比亞特區稅務法院（1937年成立為地方稅務上訴委員會）合併，成立了哥倫比亞特區高級法院，這是一個對哥倫比亞特區具有普遍和主要專屬管轄權的審判法院。
法院由一名首席法官和61名协理法官組成。法院得到24名治安法官和退休法官的協助，他們被推薦和準予為高級法官。當法院出現空缺時，哥倫比亞特區司法提名委員會邀請申請。它將三名候選人的名字發送給美國總統，總統將一項提名發送給美國參議院徵求意見和同意。如果參議院確認一名法官，他們的任期為15年，可以連任。高級法院和特區上訴法院，統稱為特區法院，構成特區地方政府的司法部門。
在刑事案件中，政府由美國哥倫比亞特區檢察官辦公室或哥倫比亞特區檢察長辦公室代表，具體取決於指控的性質和嚴重程度。